# 유전자 이동
유전자 이동(遺傳子離動)은 한 생물 집단에서 다른 집단으로 유전자의 대립형질이 전달되는 현상을 나타내는 집단유전학의 개념이다. 유전자 흐름(영어: gene flow), 유전자 표류, 유전자 유입, 유전적 흐름이라고도 한다.
한 집단에서 개체의 이동으로 발생하는 유전자의 유출입은 결과적으로 대립형질의 발현빈도를 바꾸게 된다. 이러한 개체의 이동은 한 생물 종이나 집단의 유전자 풀의 다양성에 영향을 미친다. 유전자 이동의 대표적인 사례로 동물의 이주, 식물의 씨앗 퍼트리기와 같은 것이 있다.
두 집단 사이에 지속적인 유전자 이동이 이루어지면 두 집단의 유전자 풀이 혼합되게 된다. 두 집단의 유전자 풀이 융합되면 이들의 유전형질을 공통으로 갖는 자식 세대 집단이 형성된다. 그 결과 유전자 다양성의 발현이 줄어들게 된다. 이러한 이유로 인해 유전자 이동은 종분화를 억제하는 강력한 요인이 된다.

## 유전자 이동의 장애물
유전자 이동을 막는 지리적 격리의 원인으로는 산맥, 바다와 같은 지리적 요인 뿐 아니라 식물의 꽃가루 이동을 막는 만리장성과 같은 건축물도 포함될 수 있다. 만리장성의 북측과 남측에 살고 있는 같은 종의 식물 표본을 관찰한 결과 이들 사이에 상당한 유전자 차이를 발견하였는데 이는 만리장성이 두 집단의 유전자 재결합을 막기 때문이다.
유전자 이동을 방해하는 장애물은 이와 같은 물리적인 것 이외에도 비슷한 생물 종 간에 생겨난 잡종이 불임이 되는 것과 같은 생리적 장벽도 존재한다.

## 참고 문헌

### 생물학 일반
- 조지 B 존슨, 전병학 역, 생명 과학, 동화기술, 2007, ISBN 89-425-1186-4
- 말른 호아글랜드, 버트 도드슨, 황현숙 옮김, 생명의 파노라마, 사이언스북스, 2001, ISBN 89-8371-050-0
- Pulves 외, 이광웅 외 역, 생명 생물의 과학, 2006, 교보문고, ISBN 89-7085-516-5
- 위르겐 브라터, 안미라 역, 즐거운 생물학, 살림, 2009, ISBN 89-522-1086-7